# Lijst van imitaties in Kopspijkers
Onderstaande lijst geeft een overzicht van de imitaties in Kopspijkers. Dit televisieprogramma bestond sinds 2001 uit een gedeelte waarin cabaretiers bekende personen imiteren. Mede vanwege dit gedeelte is Kopspijkers beroemd (en berucht) geworden.
De datum dat het personage het eerste geïmiteerd werd, staat tussen haakjes.

## Najib Amhali
- Kabouter Plop (1 december 2001)

## Niek Barendsen
- Napoleon Bonaparte (13 november 2004)

## Plien van Bennekom
- Marga Scheide (zangeres van Luv') (27 november 2004)
- Carola Smit (12 april 2003)

## Mike Boddé
- Billy Joel (1 november 2003)
- Frans Bauer (6 december 2003)
- Henk Bres (24 mei 2003)
- Gerard Cox
- Louis van Dijk (24 april 2004)
- Henk van Dorp (21 december 2002)
- René Froger (10 april 2004)
- Theo van Gogh (28 september 2002)
- André Hazes (30 november 2002)
- Saddam Hoessein (29 maart 2003)
- Ferry Hoogendijk (10 mei 2003)
- Hans Liberg (18 oktober 2003)
- Harry Mens (22 mei 2004)
- Hilbrand Nawijn (26 oktober 2002)
- Ivo Opstelten (12 maart 2005)
- Drs. P (8 mei 2004)
- Henkjan Smits (22 maart 2003)
- Mohammed Said al-Sahaf (12 april 2003)
- Paus Johannes Paulus II (24 mei 2003)
- Stalin (13 november 2004)
- Ed van Thijn (26 maart 2005)
- Geert Wilders (20 november 2004)
- Prins Willem-Alexander (25 september 2004)
- Harry de Winter (niet op televisie uitgezonden maar wel te zien op de Kopspijkers-dvd, in Wintertijd)

## Tina de Bruin
- Anne Frank (9 oktober 2004)

## Paul Groot
- Jozias van Aartsen (13 oktober 2001)
- Bassie (2 november 2002 + 15 november 2003)
- Frits Bolkestein (18 mei 2002)
- Boris (31 december 2005)
- Wouter Bos (29 april 2003)
- Jan des Bouvrie (27 oktober 2001)
- Ron Brandsteder (29 september 2001)
- Midas Dekkers (5 april 2003)
- Adriaan van Dis (15 december 2001)
- Piet Hein Donner (31 mei 2003)
- Gert-Jan Dröge (30 november 2002)
- Marten Fortuyn (26 april 2003)
- Pim Fortuyn (22 september 2001, 20 oktober 2001)
- Willibrord Frequin (22 september 2001)
- René Froger (8 december 2001)
- Jac. Goderie (filmkenner) (4 oktober 2003)
- Hans Goedkoop (niet op televisie uitgezonden maar wel te zien op de Kopspijkers-dvd, in Andere Tijden)
- Herman Heinsbroek (5 oktober 2002)
- Mat Herben (25 mei 2002)
- Jaap de Hoop Scheffer (6 oktober 2001)
- Annemarie Jorritsma (1 juni 2002)
- Jan Keizer (12 april 2003)
- Wim Kok (20 april 2002)
- Gerrit Komrij (12 oktober 2002)
- Ruud Lubbers (3 november 2001)
- Nico Zwinkels (Eigen Huis & Tuin) (27 september 2003)
- Jeroen Pauw (NOVA, BNN) (7 juni 2003)
- Emile Ratelband (9 november 2002)
- Peter R. de Vries (27 april 2002)
- Gerard Reve (10 november 2001)
- Henk Westbroek (30 maart 2002)
- Max Westerman (7 juni 2003)
- Jan Wolkers (4 mei 2002)

## Eva Van Der Gucht
- Hanna Tokkie - van de Tokkies (30 oktober 2004)

## Peter Heerschop
- Hans Dijkstal (23 maart 2002)
- Thom de Graaf (1 december 2001)
- John Kerry (30 oktober 2004)

## Carice van Houten
- Georgina Verbaan (27 november 2004)

## Onno Innemee
- André Kuipers

## Rob Kamphues
- Jules Deelder

## Alex Klaasen
- Paus Benedictus XVI (23 april 2005)
- Frans Bauer (3 april 2004)
- Boris (8 mei 2004)
- Marco Borsato (27 maart 2004)
- Richard Carpenter (30 oktober 2004) - zanger van het duo The Carpenters
- Arnon Grunberg (23 oktober 2004)
- Michael Jackson (5 maart 2005)
- Bennie Jolink - zanger van Normaal (12 maart 2005)
- Johnny Jordaan (13 november 2004)
- Huub van der Lubbe (1 mei 2004)
- Guus Meeuwis en André Hazes (16 april 2005)
- Freddie Mercury (Queen) (27 november 2004)
- Ramses Shaffy (17 april 2004)
- Wim Sonneveld (22 mei 2004)
- Johan van der Veen (Twarres) (9 oktober 2004)
- Herman van Veen (5 juni 2004)

## Bianca Krijgsman
- José Hoebee (Luv') (27 november 2004)

## Henry van Loon
- Hans Teeuwen (20 november 2004)

## Thomas van Luyn
- Dries van Agt (11 december 2004)
- Ali B
- Osama bin Laden (22 september 2001)
- Tony Blair (22 maart 2003)
- George W. Bush (26 februari 2005)
- Rudi Carrell (10 november 2001)
- Job Cohen (30 oktober 2004)
- Khalil El Moumni (30 maart 2002)
- Mahatma Gandhi (13 november 2004)
- Vincent van Gogh (15 december 2001)
- Boudewijn de Groot (16 oktober 2004)
- Gerard Joling (25 mei 2002)
- Jort Kelder (29 september 2001)
- Klukkluk (15 november 2003)
- Andries Knevel (27 november 2004)
- Ferry Mingelen (4 december 2004)
- Harry Mulisch (12 oktober 2002)
- Plato (19 maart 2005)
- Vladimir Poetin (12 maart 2005)
- Johan Remkes (7 december 2002)
- Paul Rosenmöller (13 oktober 2001)
- Gerard Spong (18 mei 2002)
- Paul Verhoeven (5 juni 2004)
- Pieter van Vollenhoven (24 april 2004)
- Hans van Willigenburg (27 april 2002)

## Erik van Muiswinkel
- Co Adriaanse (31 december 2004)
- Dick Advocaat (18 oktober 2003)
- Wim Duisenberg (8 november 2003)
- Anton Geesink (11 oktober 2003)
- Ludo van Halderen - Nuon-topman (16 april 2005)
- Willem van Hanegem (22 november 2003)
- Hans Janmaat
- Nelson Mandela (27 november 2004)
- John de Mol (26 februari 2005)
- Jan Mulder (21 december 2002)
- Willem Oltmans (23 november 2002)
- Harry van Raaij (31 december 2003, 15 mei 2004)
- Maarten van Rossem (29 mei 2004)
- Martin Šimek (10 maart 2004)
- Albert Verlinde (17 april 2004)
- Simon Vinkenoog (5 maart 2005)
- Paul van Vliet (22 mei 2004)

## Sander van Opzeeland
- Edwin de Roy van Zuydewijn (5 april 2003)

## Ellen Pieters
- Willeke Alberti (15 mei 2004)
- Hedy d'Ancona (29 november 2003)
- Mies Bouwman (31 december 2004)
- Karen Carpenter (30 oktober 2004) - zangeres van het duo The Carpenters
- Eveline Herfkens (8 december 2001)
- Neelie Kroes (2 oktober 2004)
- Loekie van Maaren-van Balen (3 november 2001) - oud-burgemeester van Leeuwarden
- Prinses Máxima (22 september 2001)
- Jeltje van Nieuwenhoven (4 mei 2002) - oud-Tweede Kamerlid voor de PvdA
- Karla Peijs (29 mei 2004)
- Clémence Ross-Van Dorp (16 oktober 2004)
- Tatjana Šimić (13 april 2002)
- Rita Verdonk - minister voor Vreemdelingenzaken (8 mei 2004)

## Martine Sandifort
- Patty Brard (22 november 2003)
- Connie Breukhoven (7 juni 2003)
- Joan Collins (2 oktober 2004)
- Daphne Deckers (13 december 2003)
- Gretta Duisenberg (8 november 2003)
- Zuster Hélèna - huisgenote van Kardinaal Simonis (23 april 2005)
- Maria van der Hoeven (31 mei 2003)
- Greet Hofmans (11 december 2004)
- Ruth Jacott (15 mei 2004)
- Corry Konings (23 oktober 2004)
- Helga van Leur (5 maart 2005)
- Rebecca Loos (24 april 2004)
- Ria Lubbers (22 mei 2004)
- Prinses Margarita (3 mei 2003)
- Tante Leen (13 november 2004)
- Trijntje Oosterhuis (27 maart 2004)
- Heleen van Royen (12 maart 2005)
- Britney Spears (20 november 2004)
- Mirjam Timmer (Twarres) (9 oktober 2004)
- Marianne Weber (3 april 2004)
- Wil, inwoonster van de Graafsewijk (16 april 2005)
- Mabel Wisse Smit (20 september 2003)

## Owen Schumacher
- Jan Peter Balkenende (6 oktober 2001) en zijn moeder (10 mei 2003)
- Laurens-Jan Brinkhorst (27 oktober 2001)
- Frits Barend (21 december 2002)
- Eduard Bomhoff (19 oktober 2002)
- Cor Boonstra (12 april 2003)
- Herman Brusselmans (9 november 2002)
- Gerlach Cerfontaine (4 oktober 2003)
- Bart Chabot (20 oktober 2001)
- Simon Fortuyn (26 april 2003)
- Volkert van der Graaf (28 september 2002)
- Frank de Grave (22 september 2001)
- Prins Bernhard (4 mei 2002)
- Dolf Jansen (26 april 2003)
- Thom Karremans (13 april 2002)
- Andries Knevel (6 april 2002)
- Jan Marijnissen (29 september 2001)
- Ad Melkert (15 december 2001)
- de Vieze Man (15 november 2003)
- Jan Pronk (24 november 2001)
- Mohammed Rabbae (3 november 2001)
- Co Stompé (14 december 2002)
- Eric van Tijn (22 maart 2003)
- Maxime Verhagen (19 april 2003)
- Joris Voorhoeve (30 november 2002)
- Frans Weisglas (1 juni 2002)
- Gerrit Zalm (8 december 2001)
- Joost Zwagerman (niet op televisie uitgezonden maar wel te zien op de Kopspijkers-dvd, in Zomergasten)

## Patrick Stoof
- God (20 november 2004)

## Diederik van Vleuten
- Johan Derksen
- Ronald Koeman
- Rinus Michels

(deze imitaties waren ook te zien in het programma Studio Spaan)

## Lucretia van der Vloot
- Ayaan Hirsi Ali (11 december 2004)

## Viggo Waas
- Osama bin Laden (30 oktober 2004)
- Johan Cruijff
- Ronny Naftaniel - directeur CIDI (19 maart 2005)
- Robin (16 oktober 2004) - hulpje van Batman

## Sanne Wallis de Vries
- Koningin Beatrix
- Els Borst (20 oktober 2001)
- Mies Bouwman (27 november 2004)
- Cisca Dresselhuys (26 februari 2005)
- Lenie 't Hart (30 oktober 2004)
- Lenny Kuhr (15 mei 2004)
- Medy van der Laan (16 april 2005)
- Prinses Laurentien
- Zuster Margaretha - huisgenote van Kardinaal Simonis (23 april 2005)
- Tineke Netelenbos (6 oktober 2001)
- Connie Palmen (12 maart 2005)
- Clairy Polak (4 december 2004)
- Margaret Thatcher (13 november 2004)

## Jack Wouterse
- Batman (16 oktober 2004)
- Gerrie Ruijmgaart - van de Tokkies (30 oktober 2004)

## Ray van Zuijlen
- Johan Cruijff